# San Xillao (Junquera de Ambía)
San Xillao es un lugar español situado en la parroquia de Junquera de Ambía, del municipio de Junquera de Ambía, en la provincia de Orense, Galicia.

## Demografía
| Gráfica de evolución demográfica de San Xillao entre 2000 y 2022 |
|                                                                  |
| Datos según el nomenclátor publicado por el INE.                 |